# 1904 en Colombie-Britannique
Chronologie de la Colombie-Britannique
- 1900
- 1901
- 1902
- 1903
- 1904
- 1905
- 1906
- 1907
- 1908

Cette page concerne des événements qui se sont produits durant l'année 1904 dans la province canadienne de Colombie-Britannique.

## Politique
- Premier ministre : Richard McBride.
- Chef de l'Opposition :  James Alexander MacDonald
- Lieutenant-gouverneur : Henri-Gustave Joly de Lotbinière
- Législature :

## Événements
- Mise en service entre New Westminster et Surrey du CNR Bridge, pont tournant ferroviaire[1].